# Церковь Святого Димитрия (Кюстендил)
Церковь Святого Димитрия (болг. Църква „Свети Димитър“) — православный храм Болгарской православной церкви, расположенный в восточной части города Кюстендил.

## История
Церковь во имя святого великомученика Димитрия Солунского была возведена в Кюстендиле в 1864—1865 годы по инициативе местного учителя Даскала Димитрия на средства состоятельных горожан, ремесленников, учителей, представителей духовенства. Также в 1865 году при церкви открылось училище, названное «Долномахаленско», главным преподавателем в котором стал Димитрий.

## Описание
Храм Святого Димитрия представляет собой кирпичное здание с побеленными стенами, с деревянным крыльцом и небольшой колокольней на крыше. 
Посетители церкви могут ознакомиться с образцами иконописи, принадлежащих кисти одного из самых известных самоковских возрожденческих мастеров Ивана Доспевского.